# Amuse-gueule
Un amuse-gueule [amyzɡœl] o amuse-bouche [amyzbuʃ] o (literalment diverteix-gola i boca respectivament) és un entremès preparat en elements de la talla d'una bouchée, per a ésser consumit fred fora dels menjars com a aliment de menjotejar, o en acompanyament d'un aperitiu o durant un còctel.
Ordinàriament, el consumidor no n'agafa més que un o dos que degusta abans de servir-se novament. Generalment cuinats per composició d'ingredients de totes menes, barrejant textura, sabors, colors, els amuse-bouche sovint es presenten en safates, cada safata essent omplida d'un «model» en nombrosos exemplars o, al contrari, reunint-ne un assortiment enmig del qual el menjador en fa tria.
Als restaurants, es parla d'«amuse-bouche», malgrat el fet que es tracta d'una hipercorrecció que ha aparegut a partir dels anys 1980 tot primer en restaurants turístics. L'expressió «amuse-bouche» no és al diccionari TLFI i «amuse-gueule» no és marcat com familiar. Ell mot «gueule» (gola) significa popularment i familiarment "cara", si bé no té pas connotació vulgar en diverses altres expressions com «fine gueule» ("bocafí" reemplaçat per «gurmet» al restaurant), per exemple
Al plural, s'escriuen «amuse-gueule» o «amuse-gueules» i «amuse-bouche» o «amuse-bouches».